# Невельштейн, Самуил Григорьевич
Самуил Григорьевич Невельштейн (22 марта 1903, Херсон, Российская империя — 16 ноября 1983, Ленинград, СССР) — советский художник, живописец, график, педагог, член Ленинградской организации Союза художников РСФСР.

## Биография
Родился 22 марта 1903 года в Херсоне. Рано потеряв отца, уже в тринадцать лет работал подручным литейщика на заводе. В 1919 добровольцем ушёл в Красную Армию. После демобилизации возвратился в Херсон, работал на маслобойном заводе рабочим. В 1923 по путевке завода приезжает в Москву и поступает на рабфак при ВХУТЕМАСе.
В 1927 Невельштейн окончил московский ВХУТЕМАС и уехал в Ленинград, где вне конкурса был принят на живописное отделение ВХУТЕИНа. Занимался у Василия Савинского, Аркадия Рылова. В 1931 Невельштейн окончил Институт Пролетарского изобразительного искусства (так с 1930 по 1932 годы назывался бывший ВХУТЕИН; с 1932 года — Ленинградский институт живописи, скульптуры и архитектуры) с присвоением звания «художника массово-бытовой живописи». Дипломной работой стала картина «Детский праздник».
После окончания института Невельштейн продолжил обучение в аспирантуре. Одновременно с 1934 года его привлекают к педагогической работе в только что организованной по инициативе С. Кирова Школе юных дарований, преобразованной вскоре в Среднюю художественную школу (СХШ) при Всероссийской Академии художеств. Школа  направляла развитие детского художественного образования в СССР; её опыт СХШ широко пропагандировался Невельштейном; он выступал с докладами на ряде совещаний, в том числе на Всесоюзной конференции по среднему художественному образованию в 1940 году.
В 1935 Невельштейн стал членом Ленинградского Союза советских художников.
После начала Великой Отечественной войны Невельштейн вступил в народное ополчение и до весны 1942 оставался в блокадном Ленинграде. В конце марта 1942 был эвакуирован на Урал в Кыштым. В Кыштыме создал серию графических портретов и акварельных пейзажей, показанных после возвращения в Ленинград на персональной выставке 1944 года в Ленинградском Союзе художников.
С 1928 года Самуил Невельштейн участвовал в выставках ленинградских художников. После войны оставляет педагогическую деятельность и целиком отдаётся творческой работе. Писал портреты, жанровые композиции, пейзажи, натюрморты. Работал в технике акварели и масляной живописи. Ведущей темой творчества стал портрет молодого современника. Живописную манеру художника отличали сдержанный колорит, усилившаяся с годами широта письма, интерес к передаче световоздушной среды и тончайших оттенков тональных отношений. Образы современников, созданные Невельштейном, неизменно привлекали глубиной передачи характера и свободным владением техникой живописи, акварели, рисунка. Автор картин «Облака» (1936), «Перед грозой» (1948), «Серый день» (1950), «Оля» (1954), «Розы», «Осенний вечер. Юкки», «Портрет художника» (обе 1956), «Весна», «Аня», «Оля», «Золотой день», «Сумерки» (все 1957), «Студентка Закия», «Апрель» (обе 1958), «Девушка с красной лентой», «Партизанка», «Наташа» (все 1959), «Портрет медсестры Поляковой» (1960), «Герой Советского Союза Лия Магдагулова», «Восьмиклассник» (обе 1961), «Портрет польской студентки» (1962), «Коля», «Люся» (обе 1965), «Последний снег», «Осенний букет» (обе 1972), «Урок истории» (1967), «На праздник первого звонка», «Медсестра» (обе 1975), «Катя» (1976), «Людмила», «Вероника» (обе 1977), «Алёнушка» (1980), «Первокурсница» (1982), «Наташа Семёнова» (1983) и др. Персональные выставки художника были показаны в Ленинграде (1944, 1956, 1964, 1968, 1985).
Скончался 16 ноября 1983 года в Ленинграде на 81-м году жизни. Урна с прахом в колумбарии Крематория Санкт-Петербурга.
Произведения С. Г. Невельштейна находятся в музеях и частных собраниях в России, Великобритании, Германии, Франции, США и других странах.

## Семья
Жена — Мария Петровна Невельштейн (урождённая Крамаренко), литературовед. Сын Валентин.

## Выставки
- 1940 год (Ленинград): Пятая выставка произведений ленинградских художников.
- 1947 год (Москва): Всесоюзная художественная выставка 1947 года.
- 1949 год (Ленинград): Отчетная выставка произведений живописи, скульптуры и графики за 1947—1948 годы.
- 1952 год (Ленинград): Выставка произведений ленинградских художников.
- 1954 год (Ленинград): Выставка произведений ленинградских художников открылась в Государственном Русском музее.
- 1956 год (Ленинград): Осенняя выставка произведений ленинградских художников.
- 1957 год (Мурманск): Передвижная выставка произведений ленинградских художников .
- 1957 год (Ленинград): 1917—1957. Выставка произведений ленинградских художников.
- 1957 год (Москва): Всесоюзная художественная выставка, посвящённая 40-летию Великой Октябрьской социалистической революции.
- 1958 год (Москва): Всесоюзная художественная выставка "40 лет ВЛКСМ".
- 1960 год (Ленинград): Выставка произведений ленинградских художников.
- 1960 год (Москва): Советская Россия. Республиканская художественная выставка.
- 1961 год (Ленинград): «Выставка произведений ленинградских художников» открылась в залах Государственного Русского музея.
- 1967 год (Москва): Советская Россия. Третья Республиканская художественная выставка.
- 1971 год (Ленинград): Наш современник. Каталог выставки произведений ленинградских художников 1971 года.
- 1972 год (Ленинград): Наш современник. Вторая выставка произведений ленинградских художников.
- 1972 год (Ленинград): По Родной стране. Выставка произведений ленинградских художников.
- 1973 год (Ленинград): Осенняя выставка произведений ленинградских художников.
- 1975 год (Ленинград): Наш современник. Зональная выставка произведений ленинградских художников.
- 1976 год (Ленинград): Портрет современника. Пятая выставка произведений ленинградских художников.
- 1976 год (Москва): Изобразительное искусство Ленинграда.
- 1977 год (Ленинград): Выставка произведений ленинградских художников, посвящённая 60-летию Великого Октября.
- 1980 год (Ленинград): Зональная выставка произведений ленинградских художников.
- 1981 год (Ленинград): Выставка произведений художников — ветеранов Великой Отечественной войны и других ленинградских живописцев.
- 1985 год (Ленинград): Выставка произведений Самуила Невельштейна в залах Ленинградского Союза художников.
- 1994 год (Петербург): Ленинградские художники. Живопись 1950—1980-х годов.
- 1995 года (Петербург): Лирика в произведениях художников военного поколения. Живопись. Графика.
- 1996 год (Петербург): Живопись 1940—1990-х годов. Ленинградская школа.
- 1997 года (Санкт-Петербург): Натюрморт в живописи 1950—1990-х годов. Ленинградская школа.
- 2006 (Петербург): Время перемен. Искусство 1960—1985 в Советском Союзе.